# Бокарёв, Анатолий Алексеевич
Анато́лий Алексе́евич Бокарёв (26 ноября 1910 года, Темир-Хан-Шура, Дагестанская область — осень 1941 года, под Ленинградом) — советский кавказовед, исследователь дагестанских языков, известен работами в области аварского и андийских языков. Работал в секторе кавказских языков ленинградского Института языка и мышления. Во время Великой Отечественной войны погиб на фронте.

## Биография
Анатолий Алексеевич Бокарёв родился в Темир-Хан-Шуре Дагестанской области (ныне — Буйнакск, Дагестан) 26 ноября 1910 года. Его отец был школьным учителем. В 1930 окончил Владикавказский педагогический институт. Поступил в аспирантуру Научно-исследовательского института языкознания, учился у М. Я. Немировского и Л. И. Жиркова. Диссертацию защитил в 1934 году.
В своей работе Бокарёв много времени уделял полевой работе, неоднократно выезжая в экспедиции в Дагестан. При разработке теории дагестанских языков им были изучены на практике аварский, чамалинский, ахвахский, андийский, каратинский и хваршинский языки. Эти знания помогали Бокарёву развивать местное языкознание: выпускать учебники, редактировать публикации, подготавливать учеников местных учебных заведений. В своей работе Бокарёв следовал учению о языке Н. Я. Марра и И. И. Мещанинова и находился под влиянием исследований А. А. Потебни. Одной из черт его работ является сопоставление дагестанских языков с русским.
На 1 января 1941 года Анатолий Бокарёв являлся одним из пяти сотрудников кабинета кавказских яфетических языков Института языка и мышления. Начало Великой Отечественной войны застало его в Ленинграде. Он записался добровольцем в Красную Армию и был направлен на защиту города. Погиб в боях осенью 1941 года (по официальным документам пропал без вести в феврале 1942 года, связь прекратилась с ноября 1941 года).

## Публикации
Основные публикации А. А. Бокарёва увидели свет лишь после войны — в 1949 году: это фундаментальное описание синтаксиса аварского языка и первый и до сей поры единственный грамматический очерк чамалинского языка.

### Прижизненные публикации
- Материалы по диалектологии андоцезских языков. Наречие аула Тукита. Сборник памяти акад. Н. Я. Марра, 1938, стр. 25—53
- Аварское соответствие русскому творительному предикативному падежу, Сборник «Язык и мышление», т. X, 1940, стр. 15—48
- О классовых показателях в аваро-андоцезских языках. Сб. «Язык и мышление», т. X, 1940, стр. 48—64

## Семья
- Жена — лингвист-индоевропеист, сотрудница Института языка и мышления Агния Десницкая[3].
- Старший брат — лингвист Евгений Бокарёв, также занимался исследованием дагестанских языков[8].